# César Augusto Franco Martínez
César Augusto Franco Martínez (Piñuécar-Gandullas, 16 dicembre 1948) è un vescovo cattolico spagnolo, dal 3 dicembre 2024 vescovo emerito di Segovia.

## Biografia
César Augusto Franco Martínez è nato a Piñuécar-Gandullas, dove sua madre lavorava come insegnante, il 16 dicembre 1948.

### Formazione e ministero sacerdotale
Nel 1960 è entrato nel seminario conciliare di Madrid. Nel 1978 ha conseguito la licenza in teologia presso la Pontificia Università di Comillas e nel 1980 il diploma in studi biblici presso l'École biblique et archéologique française di Gerusalemme con una tesi sull'Eucaristia e la cristologia sacerdotale, avendo per relatrice Marie-Émile Boismard. Nel 1983 ha conseguito il dottorato in teologia presso la Pontificia Università di Comillas con una tesi intitolata "Jesucristo, su persona y su obra en la carta a los Hebreos".
Il 20 maggio 1973 è stato ordinato presbitero per l'arcidiocesi di Madrid dal cardinale Vicente Enrique y Tarancón. In seguito è stato vicario coadiutore delle parrocchie di San Casimiro e Santa Rosalia a Madrid dal 1973 al 1975 e della parrocchia della Madonna Addolorata dal 1975 al 1978. Durante questo periodo ha collaborato, come segretario di redazione, al lancio della rivista Cuadernos de Gospel, dove ha pubblicato numerosi articoli sul Nuovo Testamento.
Al suo ritorno da Gerusalemme è stato cappellano della comunità di suore Figlie della Carità del Collegio di San Fernando a Madrid dal 1980 al 1981 e poi è stato di nuovo vicario coadiutore della parrocchia della Madonna Addolorata dal 1981 al 1986.
Nel 1986 il cardinale Ángel Suquía Goicoechea lo ha nominato assistente ecclesiastico generale dell'Azione Cattolica, un ruolo che ha esercitato insieme a quello di cappellano delle Scuole di ingegneria civile e di legge dell'Università Complutense di Madrid. Ha promosso il rinnovamento dell'Azione Cattolica, ripristinando le sezioni giovani nella diocesi e promosso la formazione integrale per l'apostolato secondo le linee guida del Concilio Vaticano II e il magistero del papa e dei vescovi spagnoli. Dal 1993 al 1995 è stato rettore dell'Oratorio del Santo Bambino del Rimedio, un luogo di culto legato all'Azione Cattolica.
Dal 1986 al 1994 è stato segretario del consiglio presbiterale dell'arcidiocesi.
Nel 1995 monsignor Antonio María Rouco Varela lo ha nominato vicario episcopale della vicaria VIII (oggi VII).
Come sacerdote ha dedicato gran parte del suo ministero alla predicazione e al lavoro con i giovani tenendo corsi di teologia e predicando esercizi spirituali. Ha anche tenuto corsi di formazione biblica presso l'Università Complutense di Madrid, l'Istituto teologico "San Damaso" di Madrid e in istituti di vita secolari e per consacrati.

### Ministero episcopale
Il 14 maggio 1996 papa Giovanni Paolo II lo ha nominato vescovo ausiliare di Madrid e titolare di Ursona. Ha ricevuto l'ordinazione episcopale il 29 giugno successivo nella cattedrale dell'Almudena a Madrid dall'arcivescovo metropolita di Madrid Antonio María Rouco Varela, co-consacranti il cardinale Ángel Suquía Goicoechea, arcivescovo emerito della stessa arcidiocesi, e l'arcivescovo Lajos Kada, nunzio apostolico in Spagna e Andorra.
Dal 1997 al 2011 è stato cappellano nazionale dell'Associazione Cattolica dei Propagandisti (ACdP).
Ha partecipato, su invito del Pontificio consiglio della cultura, ai congressi internazionali di teologia di Bogotà e Medellín del 1999.
È stato il coordinatore generale della Giornata Mondiale della Gioventù di Madrid del 2011. Nel novembre del 2012 è stato nominato presidente del capitolo dei canonici della cattedrale dell'Almudena.
Nel febbraio del 2014 ha compiuto la visita ad limina.
Il 12 novembre 2014 papa Francesco lo ha nominato vescovo di Segovia. Ha preso possesso della diocesi il 20 dicembre successivo.
In seno alla Conferenza episcopale spagnola è membro della commissione per le missioni e la cooperazione tra le Chiese dal marzo del 2020. In precedenza è stato membro delle commissioni per la liturgia dal 1996 al 1999, per l'insegnamento e la catechesi dal 1996 al 2008, per l'apostolato secolare dal 1999 al 2002, per le relazioni interconfessionali dal 2008 al 2014 e per l'insegnamento e la catechesi dal marzo del 2014 al 2020.
Il 3 dicembre 2024 papa Francesco ha accolto la sua rinuncia, presentata per raggiunti limiti di età, al governo pastorale della diocesi di Segovia; gli è succeduto Jesús Vidal Chamorro, fino ad allora vescovo ausiliare di Madrid.
L'11 gennaio successivo si è congedato dalla diocesi di Segovia con una messa celebrata nella cattedrale dell'Assunzione di Maria Vergine e di san Frutto a Segovia.
Ha pubblicato articoli su argomenti biblici e legati alla cristologia del Nuovo Testamento, in particolare della Lettera agli ebrei.

## Opere
- Eucaristía y presencia real: Glosas de san Pablo y Palabras de Jesús;
- La pasión de Jesús según san Juan; Pasión de Jesús según san Mateo y descenso a los infiernos;
- La Iglesia naciente: libros  sagrados y don de lenguas (in collaborazione con J. M. García Pérez);
- Cristo, nuestro amigo, sotto forma di un dialogo tra un vescovo e un giovane, presenta la vita cristiana come un percorso di amicizia con Cristo.

## Genealogia episcopale
La genealogia episcopale è:
- Cardinale Scipione Rebiba
- Cardinale Giulio Antonio Santori
- Cardinale Girolamo Bernerio, O.P.
- Arcivescovo Galeazzo Sanvitale
- Cardinale Ludovico Ludovisi
- Cardinale Luigi Caetani
- Cardinale Ulderico Carpegna
- Cardinale Paluzzo Paluzzi Altieri degli Albertoni
- Papa Benedetto XIII
- Papa Benedetto XIV
- Papa Clemente XIII
- Cardinale Marcantonio Colonna
- Cardinale Giacinto Sigismondo Gerdil, B.
- Cardinale Giulio Maria della Somaglia
- Cardinale Carlo Odescalchi, S.I.
- Cardinale Costantino Patrizi Naro
- Cardinale Serafino Vannutelli
- Cardinale Domenico Serafini, Cong.Subl. O.S.B.
- Cardinale Pietro Fumasoni Biondi
- Cardinale Antonio Riberi
- Cardinale Ángel Suquía Goicoechea
- Cardinale Antonio María Rouco Varela
- Vescovo César Augusto Franco Martínez